# Twenterand
Twenterand (nederländsk lågsaxiska: Tweanteraand ) är en kommun i provinsen Overijssel i Nederländerna. Kommunens totala area är 108,14 km² (där 1,97 km² är vatten) och invånarantalet är på 33 699 invånare (2021). Kommunen grundades 2001. Namnet Twenterand betyder "i utkanten av Twente" eftersom området ligger i den nordvästra kanten av den historiska regionen Twente.
Kommunen Twenterand hade två stadshus, på grund av sammanslagningen mellan de tidigare kommunerna Vriezenveen och Den Ham 2001. Stadshuset i Vriezenveen finns kvar. Den utvidgade kommunen Vriezenveen heter Twenterand sedan 2003. Den tidigare kommunen Vriezenveen tillhör regionen Twente och den tidigare kommunen Den Ham delvis till regionen Salland och delvis till regionen Twente.